# Pohlia nudicaulis
Pohlia nudicaulis är en bladmossart som först beskrevs av Lesquereux, och fick sitt nu gällande namn av Brotherus 1903. Pohlia nudicaulis ingår i släktet nickmossor, och familjen Bryaceae. Inga underarter finns listade i Catalogue of Life.